# México Posible
México Posible fue un partido político mexicano de existencia breve qué participó en las elecciones legislativas de 2003.
El partido estuvo dirigido por Patricia Mercado. Debido a que no consiguieron el 2.0% del voto nacional, el partido perdió su inscripción nacional de acuerdo al Instituto Federal Electoral.
Este grupo político fue la célula principal para el nuevo partido Alternativa Social y Campesina.